# Transferrine
La transferrine ou sidérophiline est une protéine sérique de type bêtaglobuline, de poids moléculaire 77 kDa, synthétisée par le foie; elle est constituée d'une seule chaîne polypeptidique porteuses de 3 sites de captation du fer, à raison de 2 atomes de fer par molécule de transferrine. 
La fonction de la transferrine est le transport du fer de l'intestin vers les réserves hépatiques et vers les réticulocytes. Elle ne capte le fer que si elle a aussi capté un ion carbonate, et inversement. Lorsque la transferrine n'a pas encore fixé le fer, on parle d'apotransferrine.

Le taux de transferrine sérique fluctue avec le degré de saturation du sang en fer. Ces variations sont intimement liées au rôle qu'elle joue dans le métabolisme du fer.
L’ovotransferrine est la transferrine principale de l'albumen de l'œuf et était appelée autrefois conalbumine.
On a trouvé une protéine équivalente chez le plancton marin, dénommée phytotransferrine.

## Chez l’être humain
La protéine est codée par un gène situé sur le chromosome 3. 

Chez le sujet normal, la totalité du fer sérique, 100 microgrammes (µg) par 100 ml de sérum, est fixée sur la transferrine. 
Cette quantité de fer ne représente qu'un tiers de la capacité de transport de la protéine. La transferrine est présente dans le sérum d'un sujet normal à une concentration de 200 à 300 mg par 100 ml et la quantité de fer qu'elle peut fixer à pleine saturation est de l'ordre de 360 µg. 

Les variations de concentration de la transferrine sont assez parallèles à celles de l'albumine. Comme cette dernière, la transferrine diminue en cas d'insuffisance hépatique, au cours des réactions inflammatoires aiguës et dans le syndrome néphrotique; et augmente, contrairement a l'albumine, lors d'une anémie ferriprive.
VN de la transferrine = 200 - 300 mg/100 mL.

### Aspects pathologiques
La saturation de la transferrine chez un individu sain est de 30 %, mais peut grimper à 50% (voire plus) chez des individus atteints, par exemple, d'hémochromatose, ou d'autres pathologies modifiant la protéine.
a) Dans tous les états caractérisés par un déficit des réserves en fer, état de besoin en fer, la concentration de la transferrine s'élève dans le sérum, sa saturation en fer diminue, et le fer sérique est bas. Cette triade se retrouve dans les anémies ferriprives, les suites d'une hémorragie, le dernier trimestre de la grossesse, les premières années de la vie où la croissance exige beaucoup de fer. Les traitements peuvent être administrés par voir orale (complexe fer hydroxyde-polymaltose) ou parentérale (carboxymaltose ferrique).
b) Par contre, dans tous les états où l'organisme dispose d'un excès de fer de réserve, le taux de transferrine tend à s'abaisser; sa saturation en fer est presque complète, et en conséquence, le taux du fer sérique est élevé, de l'ordre de 250 à 300 microgr. par 100 ml de sérum. Ces caractéristiques se retrouvent dans les syndromes hémolytiques, l'excès de transfusions, les anémies réfractaires au fer ou sidéro-achrestiques et l'hémochromatose idiopathique. Dans cette dernière affection, la résorption intestinale du fer est excessive et le fer est stocké sous forme de ferritine dans le foie et le Système réticulo-endothélial (S.R.E.).

## Mécanisme de transport
Lorsque la transferrine a fixé les deux ions Fe3+, un récepteur spécifique à la surface de la cellule (CD71) la fixe et permet son endocytose. Les molécules de transferrine avec ses récepteur entrent dans la cellule sous forme de vésicules tapissées de clathrine. Ensuite grâce aux pompes à protons le pH dans les vésicules diminue, on parle alors d'endosomes. Dans un pH de 4-5 la transferrine libère le fer car l'affinité diminue à 20-30% de l'affinité initiale dans le sang (pH de 7,4). L'apotransferrine et le récepteur ressortent aussitôt, sécrétés par la cellule (5-10 min maximum après leur entrée). L'apotransferrine est alors de nouveau prête a fixer le fer.